# Cal Beringues
Cal Beringues és una casa a la vila de Sallent (Bages) inclosa en l'Inventari del Patrimoni Arquitectònic de Catalunya. La casa fou construïda per un farmacèutic anomenat Badia. Actualment és de la família Llorens, però hi habita un altre farmacèutic anomenat Lluís Beringues.
L'edifici està compost de dos cossos. Un de cara al Carrer Àngel Guimerà i de xamfrà, està format per una planta baixa de dos pisos i unes golfes. Té una forma imitant els edificis renaixentistes. Només els balcons trenquen la semblança. Una cornisa separa el segon pis de les golfes, fetes d'un altre material. Fins a la cornisa està construït de pedra picada o encoixinada, les golfes són de totxo, un segon cos, de planta baixa que segueix les formes de l'altra façana, d'un pis amb unes arcades amb decoració de medallons renaixentistes, i un segon pis, amb una gran terrassa, no té golfes. En el xamfrà té un petit jardí al davant de l'edifici.